# Franse avant-gardecinema
De Franse avant-gardecinema dateert uit de jaren twintig van de twintigste eeuw. Documentaires die gemaakt werden onder de noemer avant-garde in deze periode worden vaak apart aangeduid met de term stadssymfonieën.

## Oorsprong van de term
De term komt uit de militaire wereld. Een avant-garde was aanvankelijk een voorpost van het leger in de twaalfde eeuw. In de achttiende eeuw kreeg de term een politieke betekenis. In de twintigste eeuw werd het begrip avant-garde voornamelijk in de artistieke wereld gehanteerd.
De oorspronkelijke metafoor gaat echter niet volledig op. Daar waar de rest van het leger de voorpost volgde, is dat meestal niet zo in de kunstwereld.

## Avant-gardeperioden in de filmwereld
1919 tot 1924:
Parijs was op dat moment 'the place to be' voor kunstenaars.
De centrale figuur was Louis Delluc. Hij was auteur, redacteur, theoreticus, geboeid door esthetiek en grondlegger van de filmkritiek, de cineclubs en de cinefilie.
1924 tot 1930:
Radicale theorieën zoals de 'visuele symfonie' en de 'integrale synegrafie'. Men streefde naar een soort pure film.
Er werden alsmaar meer abstracte films gemaakt.
Men wilde het denken en het onderbewustzijn uitdrukken.
Men probeerde kunst met een grote K te maken.
Het einde van de avant-garde:
Met de komst van de geluidsfilm werd het maken van films bijzonder duur. Bovendien moest men gaan werken in speciaal uitgeruste studio's. Dat konden de avant-garde-cineasten die onafhankelijk wensten te werken niet langer betalen.

## Kenmerken de avant-garde in de filmwereld
- Deze cineasten werkten in de marge van de samenleving of waren er radicaal tegen gekant.
- Ze deden aan polemiek.
- Ze wilden de cinema vrij maken van de andere kunsten en keken denigrerend neer op andere cineasten.
- Ze waren sterk theoretisch en zeer zelfbewust.
- Ze wensten de essentie van de filmkunst te vatten.

## Stroming of niet?
Vaak worden de films van de avant-gardecineasten uit de jaren twintig ondergebracht onder de noemer impressionistische cinema. Men verwijst hiermee enerzijds naar de schilderkunst en muziek, anderzijds naar het zich afzetten tegen het Duitse expressionisme. Toch kan men moeilijk van een stroming spreken. Er zijn namelijk te grote verschillen tussen de cineasten onderling. Bovendien wijzigden zij hun aanpak tijdens hun carrière veelvuldig. Er zijn wel gemeenschappelijke stijlkenmerken tussen de diverse films uit deze periode.

## Stijlkenmerken
- Gevoelens en gemoedstoestanden op louter filmische manier tot uiting proberen te brengen. De cineasten gebruiken met andere woorden camera-effecten daar waar het Duitse expressionisme bijvoorbeeld met een bepaalde belichting en decors werkt. Voorbeelden van deze camera-effecten zijn kadrering, mobiele camera en veel close-ups.
- Ongewone camerahoeken.
- Vanaf La Roue van Abel Gance is er ook veel aandacht voor de montage. Men wil komen tot een zogenaamde photogénie, dat is een soort esthetisering van het beeld.

## Cineasten en films (selectie)
- Louis Delluc
  - Fièvre
  - La Femme de Nul Part
- Germaine Dulac
  - La Souriante Madame Beudet (1923)
  - La Coquille et le Clergyman (1927)
- Jean Epstein
  - Coeur Fidèle (1923)
  - La Chute de la Maison Usher (1928)
  - Finnis Terrae (1929)
- Marcel L'Herbier
  - El Dorado (1921)
  - L'Inhumaine (1924)
- Abel Gance
  - La Roue
  - Napoléon
- Fernand Léger
  - Ballet Mécanique (1924)
- René Clair
  - Entr' Acte (1924)